# Cars: Fast as Lightning
Cars: Fast as Lightning fue un videojuego de carreras desarrollado por Gameloft Inc. y publicado por Gameloft para iOS, Android, Windows y Windows Phone el 9 de octubre de 2014, con los personajes de la franquicia Cars.

## Jugabilidad
Cars: Fast as Lightning combina elementos de varios juegos diferentes, incluidos Disney Infinity, Clash of Clans, CityVille, Nemo's Reef y muchos otros, y los combina en un juego de carreras personalizable usando personajes de la popular franquicia. Los jugadores tienen una ciudad que pueden personalizar construyendo edificios y decoraciones que les proporcionarán monedas. Las monedas se pueden usar para comprar nuevos edificios, así como para mejorar los autos. Además, las gemas sirven como un tipo de moneda más raro, que se puede obtener con dinero real, desafíos diarios o la mina de gemas.
Además de la ciudad, las pistas de carreras también se pueden personalizar, y se desbloquean más pistas a medida que los jugadores avanzan en el juego. Las pistas se pueden personalizar con diferentes tipos de piezas de carretera, incluidas curvas, colinas y más. Estas piezas de carretera le darán al jugador la oportunidad de realizar trucos durante las carreras, otorgándole al jugador un breve impulso.
En las carreras, el jugador puede hacer muchas cosas diferentes para tener éxito, incluido impulsar, iniciar con impulso, realizar trucos o ganar XP. El medidor de XP se llenará a medida que el jugador gane XP, y cuando se llene, el jugador pasará al siguiente nivel, desbloqueando nuevos edificios y decoraciones.
Los desafíos diarios y semanales también se presentan como una forma de obtener dinero y se pueden agregar amigos a través de las redes sociales o compartiendo códigos de amigos.

#### Controles
Cars: Fast as Lightning utiliza un esquema de control muy simplificado, que consiste principalmente en simples toques. Cuando el automóvil de un jugador conduce sobre un círculo azul en una pista, le proporcionará al jugador un breve impulso si se toca la pantalla mientras está en uno. Los trucos se pueden realizar deslizando un dedo en la dirección que muestra la flecha.
El pedal en la parte inferior derecha de la pantalla debe mantenerse presionado para que el jugador acelere. Al comienzo de la carrera, si se toca el pedal cuando la señal "Go!" aparece, se otorgará un impulso de inicio al jugador.

### Modos de juego

#### Pueblo
La ciudad es donde se almacenan todos los edificios, cada uno otorgando monedas al jugador. A medida que se coloquen más edificios, se otorgarán más monedas cuando el jugador abra el juego. Para expandir la ciudad, se debe pagar una tarifa para que Bessie, las grúas, los pitties y las excavadoras pavimenten un nuevo camino. Cada vez que se compra una extensión, la próxima extensión costará más.
Todos los autos de los jugadores se verán conduciendo por la ciudad, junto con Sarge y Lizzie. De vez en cuando, un automóvil querrá ir a un edificio determinado, y cuando lo lleven, el jugador recibirá una estrella XP, una moneda, una lata de combustible o una gema.
Se pueden construir varios edificios únicos, incluidos el Puesto de Dinoco, la Mina de gemas, el Lavado de autos y el Cine.

#### Carrera
Para progresar en el juego, el jugador debe competir continuamente contra varios oponentes diferentes. Los que otorgarán trofeos se muestran junto a la línea de meta de cualquier pista en la que esté jugando el jugador, con varios autos diferentes circulando por la pista. Se puede competir contra estos autos para obtener XP adicional, así como la oportunidad de ganar una calcomanía por un nuevo trabajo de pintura.
Los autos de práctica pueden ser personajes de IA o jugadores humanos, con personajes de computadora que usan la imagen del personaje, y los jugadores humanos tienen un ícono azul de "amigo".

## Personajes

### Personajes jugables
Hay un total de 31 personajes (29 de ellos son personajes jugables) en Cars: Fast as Lightning, que consta de 13 personajes de Cars, 6 personajes de Cars Toons, 9 personajes de Cars 2, y un personaje original. Los dos últimos son Sarge y Lizzie. Todd es el único auto que se desbloquea después del tutorial, y todos los demás autos deben desbloquearse ganando sus calcomanías.

#### Criterios de desbloqueo
A diferencia de los juegos anteriores de "Cars", "Cars: Fast as Lightning" utiliza un sistema de desbloqueo ordenado. Una vez que un personaje gane cada carrera, se desbloqueará la siguiente, y así sucesivamente. Ganar estas carreras proporcionará al jugador una "pegatina". Una vez que se recopilen todos estos y se gane cada carrera, se desbloqueará el siguiente personaje.
Cada personaje tiene 2 (o más) trabajos de pintura adicionales, que se pueden desbloquear ganando calcomanías en las carreras de práctica.

## Desarrollo
El desarrollo del juego probablemente comenzó a finales de 2013 o principios de 2014, y el juego se confirmó y mostró en el E3. Inicialmente, la fecha de lanzamiento se conocía simplemente como "Q3 2014", pero se fijó una fecha oficial tres días antes del lanzamiento del juego.
Se eliminó a finales de 2016, un año antes del lanzamiento de Cars 3. Sin embargo, si el usuario tiene el juego en su biblioteca de aplicaciones, aún puede descargarlo y jugarlo.
La versión de Windows del juego se cerró incluso antes y no hay contenido adicional como nuevos personajes para gemas, etc. También estaba disponible para PC (solo Windows 8, 8.1, 10) a través de Microsoft Store, sin embargo, puedes Ya no obtengo este juego en Windows, porque lo sacaron de la tienda. Pero la situación es similar a la de Android e iOS: se puede obtener a través de la biblioteca de aplicaciones y juegos del usuario si se poseía anteriormente. Sin embargo, ya no se puede acceder a todo el contenido.

## Promoción y publicidad

### Tráileres de YouTube
El 6 de octubre de 2014, Gameloft lanzó un avance teaser en su canal oficial de YouTube, mostrando algunos elementos menores del juego, junto con la fecha de lanzamiento oficial del 9 de octubre de 2014.
Se lanzó un avance de lanzamiento el mismo día que se lanzó el juego, que muestra más funciones que contiene el juego, incluidos varios clips de carreras en diferentes pistas, así como la ciudad.
Gameloft también ha lanzado avances para cada una de las actualizaciones.

## Recepción
En Metacritic, recibió críticas positivas, aunque todavía está esperando dos revisiones más para publicar una puntuación general.
Cars: Fast as Lightning recibió críticas generalmente positivas, siendo sus principales elogios sus animaciones fluidas y detalladas y la forma en que combina elementos de construcción de ciudades con los personajes de Cars. Sin embargo, el juego fue criticado por su jugabilidad simplista, y algunos críticos afirmaron: "Probablemente sea demasiado simplista para cualquiera, excepto para los jóvenes".